# Maoam
Maoam (udtales "Ma-o-am") er et mærke fra slikproducenten Haribo. De distribueres under den tekniske betegnelse frugtkaramel med forskellig smag. Typisk pakkes fem stykker af en art i en pakke, og flere af disse pakker med forskellige smage pakkes og sælges i en stang. Derudover er der også store pakker.   

## Produkter
- Maoam Happy Fruits - frugtkarameller
- Happy Chews Cola - dragé med colasmag
- Happy Chews Syrlige - dragé med frugtsmag/syrlig smag
- Happy Chews Mix - sammenblanding af Happy Chews Cola, syrlige, salte, sure og tyrkiske
- Happy Chews Salte - dragé med salt/salmiak